# مقاطعة أغاجارى
مقاطعة أغاجارى، من مقاطعات محافظة خوزستان في جنوب غربي إیران ,في سنة 1391 هجري شمسي تم ايجاد هذه المقاطعة وجعل مدينة آغاجاري عاصمة لها.